# 1900年5月28日日食
1900年5月28日日食为一次在协调世界时1900年5月28日出現的日全食。該次日食食分為1.0249，食甚維持2分10秒。

## 概述
這次日食的食分是1.0249，全食維持2分10秒。

## 基本參數
- 類型：日全食
- 食甚資料：
  - 日期：1900年5月28日
  - 時間：14時53分56秒
  - 地點：45N 46W
  - 食分：1.0249
  - 日全食持續時間：2分10秒

## 外部連結
- NASA日食專頁（页面存档备份，存于）（英文）